# Wybory prezydenckie w Portugalii w 1991 roku

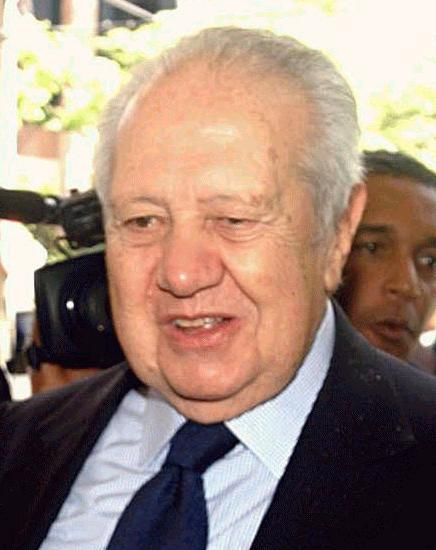
Mário Soares (2003)

Wybory prezydenckie w Portugalii w 1991 roku odbyły się w niedzielę 13 stycznia 1991. W głosowaniu zwyciężył ubiegający się o reelekcję prezydent Portugalii Mário Soares, który został w pierwszej turze wybrany na kolejną pięcioletnią kadencję. Frekwencja wyborcza wyniosła 62,16%.
Mário Soares otrzymał poparcie ze strony swojego macierzystego ugrupowania – Partii Socjalistycznej. Poparła go jednak również centroprawicowa rządząca Partia Socjaldemokratyczna premiera Aníbala Cavaco Silvy. Kandydatem Centrum Demokratycznego i Społecznego był były minister Basílio Horta. W wyborach wystartowali ponadto Carlos Carvalhas z Portugalskiej Partii Komunistycznej i Carlos Marques z UDP.

## Wyniki wyborów
| Kandydat         | Głosy     | %     |
| ---------------- | --------- | ----- |
| Mário Soares     | 3 459 521 | 70,35 |
| Basílio Horta    | 696 379   | 14,16 |
| Carlos Carvalhas | 635 373   | 12,92 |
| Carlos Marques   | 126 581   | 2,57  |
| Głosy puste      | 112 877   | 2,21  |
| Głosy nieważne   | 68 037    | 1,31  |
| Razem            | 5 098 768 | 100   |